# 史建勇
史建勇（1958年—），内蒙古达拉特旗人。男，蒙古族。1976年8月参加工作，1980年3月加入中国共产党。新疆政法管理干部学院法律专业毕业，中共中央党校政法专业毕业。
历任博乐市人大常委会法制工作委员会副主任，博州中级人民法院审判员、办公室主任，博乐市人民法院党组副书记、副院长，博州人大常委会办公室副主任、法制工作委员会主任，博州人民检察院党组成员、副检察长(正县级)、党组书记、副检察长，博州中级人民法院院长，巴州党委副书记。2007年11月，任中共巴音郭楞蒙古自治州党委副书记、州长。2016年12月，不再担任巴州党委副书记、州长。
2008年，当选第十一届全国人民代表大会新疆地区代表。2013年，当选第十二届全国人民代表大会新疆地区代表。